# Philippe Delescluze
Philippe Delescluze était un joueur de football belge, actif à la fin du XIXe siècle au Football Club Brugeois, dont il devint le premier président.

## Présidence du Football Club Brugeois
Lors de la fondation du Brugsche Football club, le président fut choisi parmi les meilleurs joueurs de l'équipe, et Philippe Delescluze fut nommé par ses pairs à ce poste. Après la « fusion » avec le FC Brugeois, le 28 octobre 1897, il reste le président du club fusionné et en conserve le nom francophone. Philippe Delescluze reste président jusqu'à la fin du siècle, et est remplacé par le vice-président, Albert Seligmann, en 1900.
On trouve la trace dans les archives du Club Bruges KV, les noms de Gaston Craecke et Edouard Lescrauwaet. Ils furent en réalité les dirigeants du club « dissident » du Football Club Brugeois, créé à la suite de querelles internes avec une partie de la direction du Brugsche Football club. Craecke dirigea le club de 1891 à 1895, et Lescrauwaet lui succéda jusqu'à la fusion de 1897.

## Sources
- Site officiel du Club Bruges KV